# Bertils-Olatjärnet
Bertils-Olatjärnet är en sjö i Torsby kommun i Värmland och ingår i Glommas huvudavrinningsområde.